# 小迪瑟爾河
51°13′36.50″N 7°0′32.27″E / 51.2268056°N 7.0089639°E
小迪瑟爾河（德語：Kleine Düssel），是德國的河流，位於該國西部，處於北萊茵-威斯特法倫州，屬於迪塞爾河的左支流，河道全長4.8公里，流域面積8.5平方公里，發源自伍珀塔爾。